# San Ramón (Urugwaj)
San Ramón – miasto w departamencie Canelones w Urugwaju. Położone jest nad rzeką Santa Lucía, na węźle dróg krajowych Ruta 6, Ruta 12 i Ruta 63. Znajduje się tu również stacja kolejowa Estación San Ramón.

## Historia
San Ramón uzyskało status villa w 1910 roku Ustawy nr. 3.643, a status miasta 26 czerwca 1953 roku na mocy Ustawy nr 11.952

## Ludność
W 2004 populacja miasta wynosiła 6 992 mieszkańców. Według prognoz w 2010 roku jego populacja miała wynosić 8 123 mieszkańców.
| Rok  | Populacja |
| ---- | --------- |
| 1963 | 5,693     |
| 1975 | 6,594     |
| 1985 | 7,001     |
| 1996 | 6,828     |
| 2004 | 6,992     |

Źródło: Instituto Nacional de Estadística de Uruguay.